# Раян Гузман
Раян Ентоні Гузман (англ. Ryan Anthony Guzman; нар. 21 вересня 1987, Абілін, Техас, США) — американський актор та колишня модель.

## Біографія
Раян Ентоні Гузман народився 21 вересня 1987 року в місті Абілін, штат Техас. Його батько іммігрував з Мексики в Сполучені Штати, де і зустрів свою майбутню дружину. Сім'я переїхала в Сакраменто, штат Каліфорнія, коли Райану виповнилося вісім років. У Райана є молодший брат Стівен.
Початківець актор закінчив коледж Сієрра в каліфорнійському місті Роклін. Він був хорошим гравцем в бейсбол, брав участь в шкільних змаганнях і мріяв грати за команду «Yankees». Однак після травми руки і хірургічного втручання, він був змушений залишити мрію про спортивну кар'єру і присвятити себе мистецтву драми.
Крім того, Райан пробував себе в ролі моделі — він позував для рекламної кампанії відомого бренду «Calvin Klein».

## Кар'єра

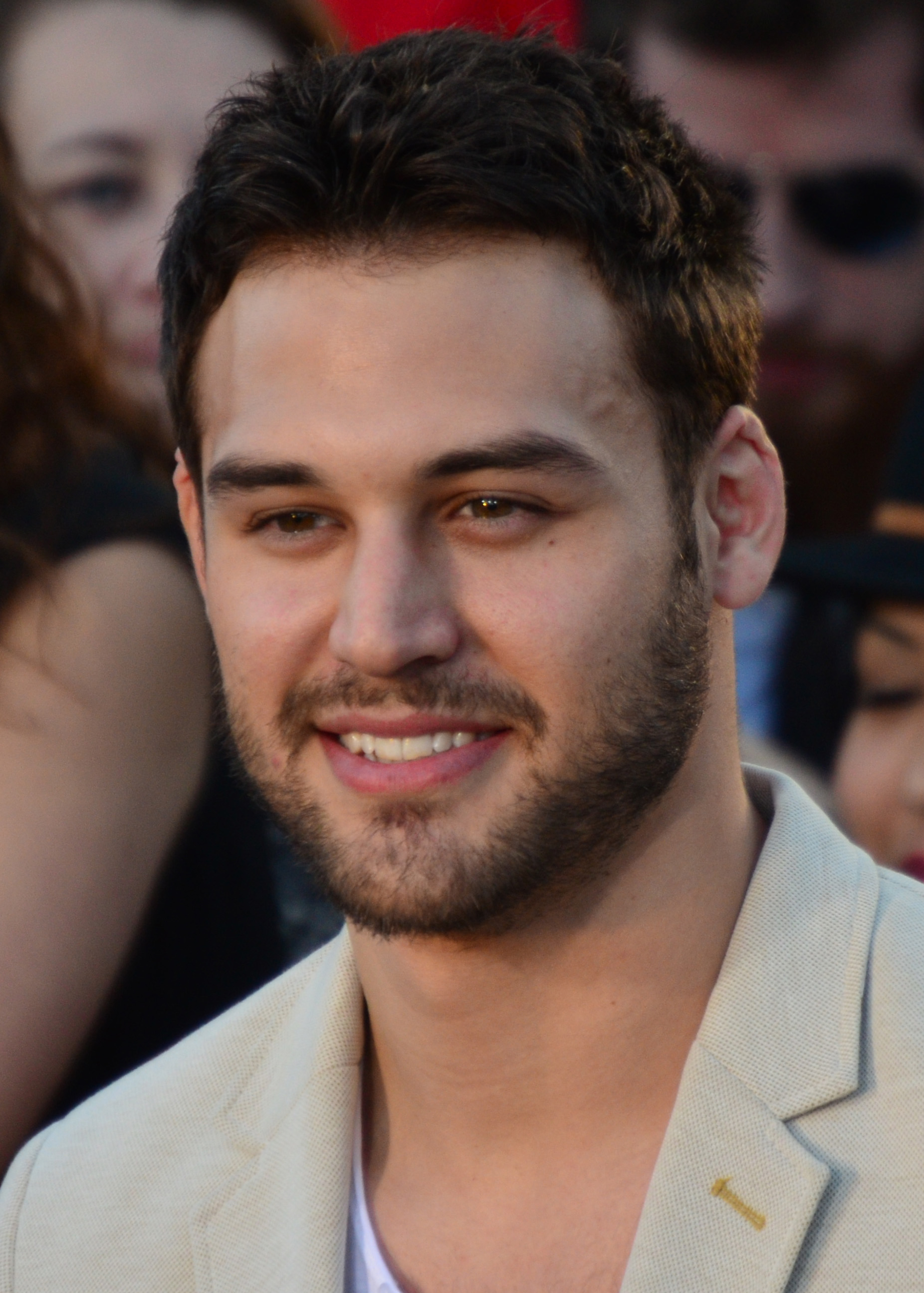
Райан Гузман в 2014.

У 2012 році відбулася прем'єра танцювальної картини «Крок вперед 4». У четвертій повнометражній стрічці в центрі сюжету виявляється дівчина на ім'я Емілі (Кетрін Маккормак), яка залишає будинок своїх забезпечених батьків, і відправляється в Маямі, щоб стати професійною танцівницею. Вона без пам'яті закохується в місцевого вуличного танцюриста Шона (Райан Гузман), і заради нього готова піти наперекір своєму батькові.
Райан Гузман — непрофесійний танцюрист, на відміну від своєї колеги по знімальному майданчику. Він завжди займався хореографією на аматорському рівні, але, тим не менше, всі танцювальні номери у фільмі він виконує сам, без дублерів.

## Фільмографія
| Рік     | Назва                         | Оригінальна назва         | Роль                |
| ------- | ----------------------------- | ------------------------- | ------------------- |
| 2012    | Крок вперед 4                 | Step Up Revolution        | Шон                 |
| 2013    | Милі обманщиці                | Pretty Little Liars       | Джейк               |
| 2013    | Дамський угодник              | Ladies' Man: A Made Movie | Бретт               |
| 2013    | Квітневий дощ                 | April Rain                | Алекс               |
| 2014    | Крок вперед 5 :Все або нічого | Step Up: All In           | Шон                 |
| 2015    | Фатальна пристрасть           | The Boy Next Door         | Ной                 |
| 2015    | Поза раєм                     | Beyond Paradise           | Себастьян           |
| 2015    | Герої: Відродження            | Heroes: Reborn            | Карлос              |
| 2015    | Джем і голограми              | Jem and the Holograms     | Ріо Пакеро          |
| 2018    | Гра пам'яті                   | Backtrace                 | Лукас               |
| 2018-24 | 9-1-1                         | 9-1-1                     | Едмундо «Едді» Діаз |
| 2021    | 9-1-1: Самотня зірка          | 9-1-1: Lone Star          | Едмундо «Едді» Діаз |